# Cédric Bergez
Pas d'image ? Cliquez ici

a Compétitions nationales et continentales officielles uniquement.

b Matchs officiels uniquement.
Cédric Bergez (né le 8 février 1975 à Bayonne, dans les Pyrénées-Atlantiques) est un joueur français de rugby à XV qui évolue au poste de deuxième ligne au sein de l'effectif de l'Aviron bayonnais (1,97 m pour 107 kg).

## Biographie
En 2009, Cédric Bergez prend sa retraite sportive et reprend la charcuterie ouverte en 1969 par son grand-père Henri Aubard, située dans le quartier Saint-Esprit à Bayonne.

## Carrière

### Clubs successifs
- jusqu'en 1996 : Aviron bayonnais (club formateur)
- 1996-2000 : Stade toulousain
- 2000-2001 : USA Perpignan
- 2001-2002 : RC Toulon
- 2002-2004 : US Montauban
- 2004-2009 : Aviron bayonnais

## Palmarès
- Équipe de France A : 2 sélections en 2006 (Irlande A, Italie A)
- Équipe de France Universitaire : champion du monde 2000 en Italie